# Épinoy
Épinoy är en kommun i departementet Pas-de-Calais i regionen Hauts-de-France i norra Frankrike. Kommunen ligger i kantonen Marquion som tillhör arrondissementet Arras. År 2022 hade Épinoy 509 invånare.

## Befolkningsutveckling
Antalet invånare i kommunen Épinoy
| Referens: INSEE |